# Zespół prowokowanej zdrady
Zespół prowokowanej zdrady (ZPZ) - zaburzenie psychoseksualne występujące zazwyczaj u mężczyzn polegające na czerpaniu podniecenia seksualnego z namawiana partnerki czy partnera do romansowania, zdrady, odbywania stosunków seksualnych z innymi osobami.
Pierwsze opisy ZPZ można znaleźć w pamiętnikach Aurory Rümelin, żony Leopolda von Sachera-Masocha, który namawiał ją do uprawianie seksu z innymi mężczyznami, samemu nawet znajdując dla niej partnerów.